# Filippo Franchi
Filippo Franchi, o Della Franca, latinizzato come Philippus Franchus Perusinus (Perugia, anni 1420 – Perugia, 13 settembre 1471), è stato un giurista italiano del XV secolo.

## Biografia
Nacque tra il 1420 e il 1430 da Andrea di ser Nuto a Perugia, dove probabilmente studiò presso la locale università sotto la guida di Baldo Bartolini.
Nel 1435 si laureò in giurisprudenza in utroque iure. Si sposò con Antonia Crispolti, esponente di una nota famiglia cittadina, e iniziò a insegnare presso l'Università di Perugia diritto canonico, diventando poi lettore delle Decretali.
Nel 1460-1461 si trasferì all'Università di Pavia divenendo professore ordinario, chiamato da Francesco Sforza che intendeva aumentare il prestigio dell'università pavese. Si trasferì entro il 1466-1467 all'Università di Ferrara. Malgrado avesse subìto varie pressioni per farlo ritornare in patria, rimase a Ferrara fino al 1469-70.
Pubblicò le sue prime opera nel 1471 a Perugia, dove morì nello stesso anno. Il suo prestigio come giurista è testimoniato dal fatto che i suoi scritti furono pubblicati per tutta al fine del secolo e anche nel successivo.

## Opere
- (LA) Super titulo decretalium De appellationibus, Siena, Enrico da Colonia, 1488.
- (LA) Super titulo De regulis iuris in Sexto, Venezia, Francesco Cartolari, 1499.
- (LA) Lectura in Sexto Decretalium, Venezia, Giunta, 1579.